# کفتر ایرانی
کبوتر ایرانی(Persian pigeon)